# روزاليند نايت
روزاليند نايت (بالإنجليزية: Rosalind Knight)‏ هي ممثلة بريطانية، ولدت في 3 ديسمبر 1933 في المملكة المتحدة.

## وصلات خارجية
- روزاليند نايت على موقع IMDb (الإنجليزية)
- روزاليند نايت على موقع روتن توميتوز (الإنجليزية)
- روزاليند نايت على موقع ألو سيني (الفرنسية)
- روزاليند نايت على موقع ميوزك برينز (الإنجليزية)
- روزاليند نايت على موقع قاعدة بيانات الفيلم (الإنجليزية)